# Bellechassagne
Bellechassagne település Franciaországban, Corrèze megyében. Lakosainak száma 100 fő (2022. január 1.). Bellechassagne Saint-Germain-Lavolps, Saint-Rémy és Sornac községekkel határos.

## Népesség
A település népességének változása:
| Lakosok száma | 90   | 65   | 72   | 71   | 78   | 84   | 89   | 91   | 94   | 100  |
|               | 1968 | 1982 | 1990 | 2006 | 2013 | 2015 | 2017 | 2019 | 2020 | 2022 |